# Iglesia de Santa María del Castillo (Gallifa)
La iglesia de Santa María del Castillo es un edificio románico del siglo XI, está construida en el punto más alto del interior del castillo de Gallifa y está documentada en el 1060. Consta de una nave con ábside con un piso fortificado levantado con aspilleras construido en el siglo XIV que constituía un último recurso de la resistencia de los habitantes del castillo. Hasta 1860 fue parroquia de una parte del término, función que compartía con la iglesia de Gallifa. La imagen de la Virgen de la ermita del castillo (siglo XIX), se destrozó durante la guerra civil española (1936-1939).

## Santuario ecológico de Gallifa

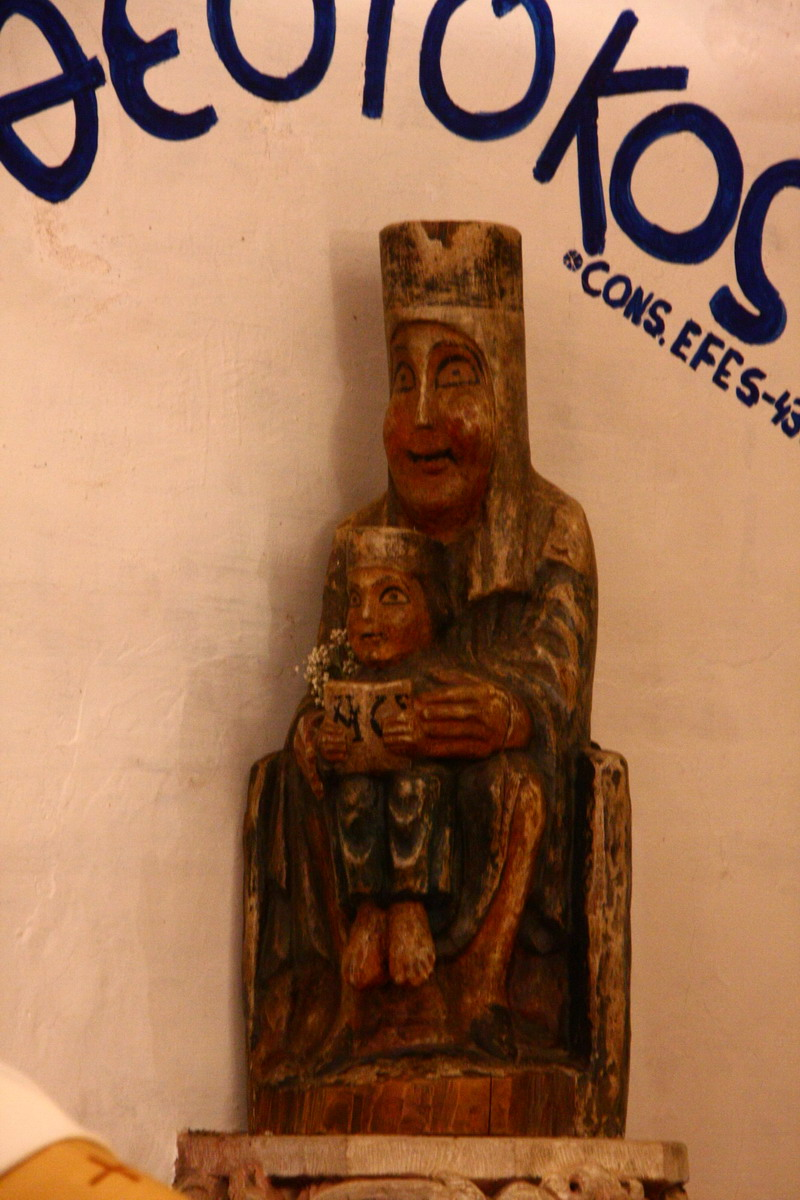
Virgen de la Ecología

El 1985, el rector de Gallifa, mosén Josep Dalmau, inició la reconstrucción de la iglesia románica. Al no disponer de una imagen para la ermita, el coleccionista Jesús Prujà le ofreció una imagen de una talla de una Virgen del siglo XI, que había encontrado en el desván de una masía de la zona de Olot. De esta imagen no se conoce ni el nombre ni el origen. Mossén Dalmau aceptó y la renombró con la advocación de la Virgen de la Ecología.
Una vez restaurada la iglesia, el lugar fue convertido en un espacio de encuentro y defensa de los valores ecológicos desde una perspectiva cristiana. En el interior del perímetro del antiguo castillo hay un parque con multitud de iconos evocativos de los valores de la ecología y el montañismo.